# Gonfalonier

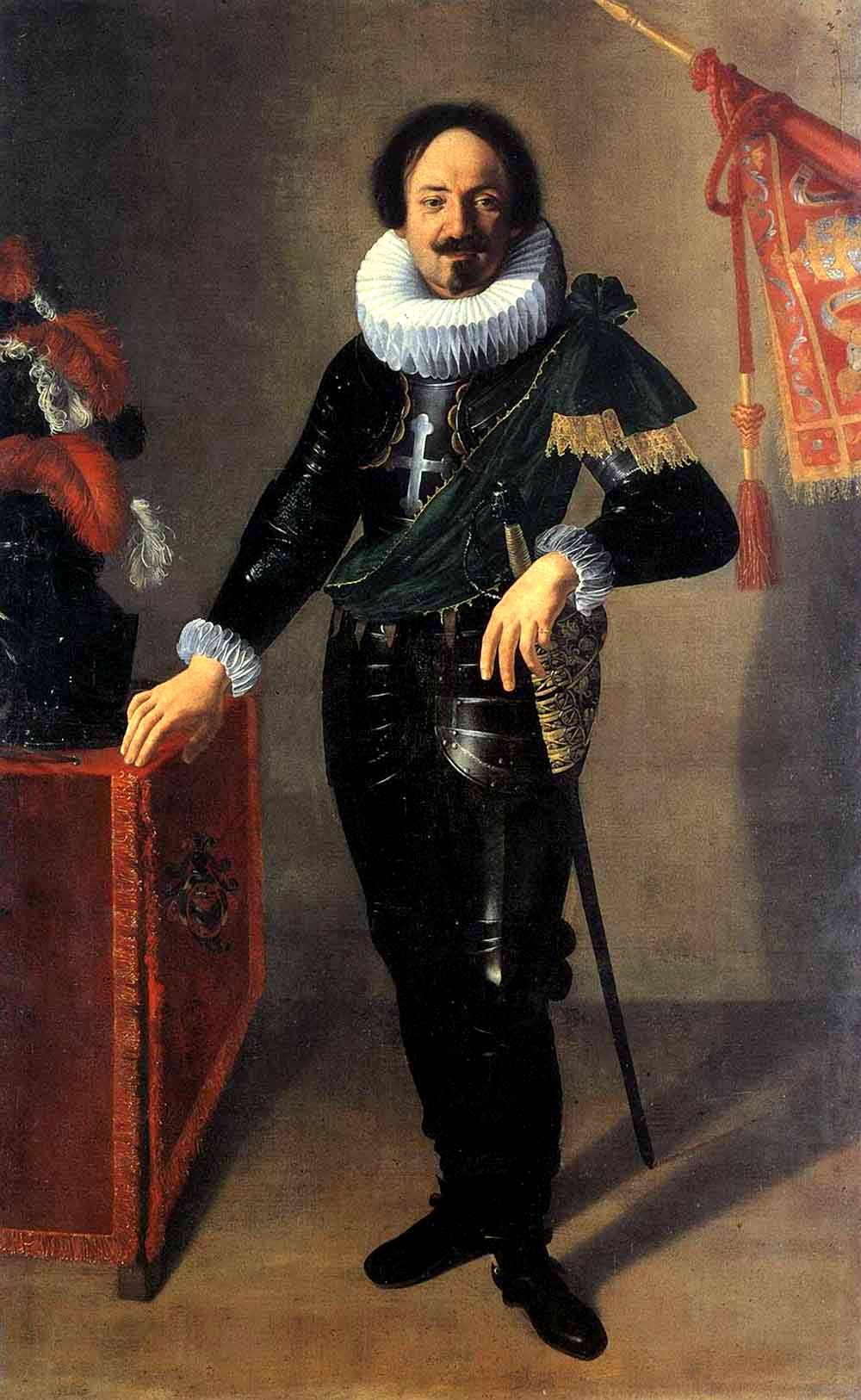
Portret gonfaloniera Bolonii Pietro Gentile (mal. Artemisia Gentileschi (1622)

Gonfalonier (wł. gonfaloniere – chorąży) – wyższy urzędnik włoskich komun (republik miejskich) w okresie średniowiecza i renesansu. 
Pierwotnie jako zwierzchnik stał na czele milicji miejskiej, nosząc jej charakterystyczny sztandar (gonfalone). W XVI-XVII-wiecznej Italii nazywano tak również cywilnego zarządcę miasta (odpowiednik burmistrza). Szczególnie wysoką pozycję osiągnął we Florencji, będąc tam najwyższym członkiem rządu republiki (tzw. signorii). Do sławnych gonfalonierów należał Giovanni di Bicci de' Medici. Powoływano ich w wielu włoskich miastach, zarówno na północy (np. Bolonia), jak i w środkowych Włoszech (Pistoia).